# Tillandsia pallescens
Tillandsia pallescens är en gräsväxtart som beskrevs av Julio Betancur och Néstor García. Tillandsia pallescens ingår i släktet Tillandsia och familjen Bromeliaceae. Inga underarter finns listade i Catalogue of Life.